# La Germandat de l'Anell
La Germandat de l'Anell (títol original en anglès The Fellowship of the Ring) és el primer dels tres volums de la novel·la èpica El Senyor dels Anells de l'escriptor anglès J. R. R. Tolkien. La novel·la transcorre a l'univers de ficció de la Terra Mitjana. Aquest volum està dividit en dos llibres, el Llibre Primer i el Llibre Segon. Es va publicar per primera vegada el 1954 al Regne Unit.

## Títol
Tolkien va concebre El Senyor dels Anells com un únic volum que tenia sis parts, que va anomenar "llibres", i amplis apèndixs. L'editor original va decidir dividir l'obra en tres parts, i publicar el cinquè i el sisè llibre, juntament amb els apèndixs sota el títol El Retorn del Rei, fent referència a l'accés al tron d'Àragorn. Tolkien va dir que ell hauria preferit que el titulessin La Guerra de l'Anell, perquè donava menys informació sobre la trama del llibre.
Abans que es decidís publicar El Senyor dels Anells en tres volums, Tolkien volia que la novel·la es publiqués en un únic volum, o en combinació amb El Silmaríl·lion. En aquell moment, tenia la intenció de posar títol a cadascun dels llibres.
Els títols que finalment no es van utilitzar per al Llibre Primer eren El Retorn de l'Ombra o L'Anell es revela. El Llibre Segon es titulava La Germandat de l'Anell o L'Anell va cap al sud.

## Llibre Primer
El primer llibre presenta l'escenari de l'aventura i segueix la història del hòbbit Frodo Saquet quan deixa la seva llar a La Comarca fugint dels soldats del Senyor Fosc Sàuron. En Sàuron cerca l'Anell Únic que li permetrà dominar la Terra Mitjana. Frodo, que sense adonar-se'n es troba en mig de la lluita pel domini del món, ha heretat l'Anell Únic.
El primer capítol del llibre comença de manera bastant tranquil·la, com a continuació d′El Hòbbit, que es pot considerar més un conte infantil que no pas El Senyor dels Anells. En Bilbo celebra el seu 111è aniversari el mateix dia que en Frodo celebra el seu 33è aniversari (l'edat de l'entrada a l′'edat adulta'). A la festa d′aniversari, en Bilbo desapareix després de fer el seu discurs, cosa que causa una gran sorpresa per a tothom. Més tard el mag Gàndalf adverteix Frodo sobre els aspectes més foscos de l'anell que en Bilbo ha utilitzat per fer-se invisible.
Sense tenir en compte els consells d'en Gàndalf, en Frodo se'n va de casa, i s'enduu l'Anell. Espera poder arribar fins a Rivendell, on estarà fora de l'abast d'en Sàuron, i on aquells que són més savis que ell podran decidir què cal fer amb l'Anell.
En el viatge l'acompanyen tres hòbbits amics seus, en Pippin, en Merry i en Sam. Els Genets Negres els persegueixen des del primer moment. Són els Nazgûls, que serveixen a Sàuron. Aconsegueixen escapar per poc d'aquests i d'altres perills i troben altres personatges durant el camí (p. ex. Tom Bombadi). Finalment arriben a Bree, on troben Àragorn, un amic d'en Gàndalf que els guia durant la resta del viatge fins a Rivendell i els ajuda a superar les dificultats que troben pel camí. Al cim de la Pica del Temps el cap dels Nazgûl (el Rei Bruixot d'Àngmar) fereix en Frodo amb un 'coltell de Mórgul', i com que part de la fulla resta clavada a les entranyes d'en Frodo, durant el camí el seu estat va empitjorant. També passen pel lloc on uns trols van ser convertits en pedra en el llibre anterior, El Hòbbit.

## Llibre Segon
El Llibre Segon comença amb la crònica de l'estada d'en Frodo a Rivendell, on tracen un pla per a destruir l'Anell a Mórdor. Primer en Frodo descobreix el seu oncle Bilbo, a qui no havia vist des que va deixar La Comarca, ja fa molt de temps. En Frodo deixa Rivendell amb vuit companys de viatge: dos Homes, Àragorn i Bóromir, fill de Dénethor de la terra de Góndor; un príncep elf, Légolas; el vell amic d'en Frodo, el poderós mag Gàndalf; Guimli, fill de Gloin el Nan; i els tres hòbbits que havien acompanyat en Frodo d'ençà del primer moment. Aquests Nou Caminants són triats per a representar les races que habiten a la Terra Mitjana i com a contraposició amb els Nou Genets. També els acompanya Bill el Poni, que Àragorn i els hòbbits van comprar a Bree per a fer-lo servir de bèstia de càrrega. L'intent de travessar les Muntanyes Boiroses resta frustrat per la gran quantitat de neu que hi ha, i es veuen obligats a prendre un camí per sota de les muntanyes a través de Mòria, un antic regne dels nans ara ple d'orcs i altres criatures diabòliques, i on Gàndalf es precipita en l'abisme després d'una batalla contra un Bàlrog.
Després, els vuit membres de la Germandat que resten passen uns dies en la pau del reialme èlfic de Lórien, on reben els obsequis de la reina dels elfs, Galàdriel, uns obsequis que en molts casos els resultaran útils més endavant en el seu viatge. Abandonen Lórien pel riu, però en Frodo s'adona que l'Anell comença a afectar negativament els membres de la Germandat, sobretot en Bòromir, que intenta prendre-li l'Anell. Més tard en Bòromir és atacat pels orcs mentre intenta defensar en Merry i en Pippin. Aquest llibre acaba quan en Frodo i en Sam marxen d'amagat cap a Mórdor i la Germandat de l'Anell es dissol.

## Edicions
- ISBN 0-345-24032-4 (paper, 1974)
- ISBN 0-618-00222-7 (paper, 1999)
- ISBN 0-345-33970-3 (paper, 2001)
- ISBN 0-618-34625-2 (paper, 2003)
- ISBN 0-618-57494-8 (paper, 2005)